# Team Sky/2017
Deze pagina geeft een overzicht van de Team Sky-wielerploeg in 2017.

## Algemeen
Sponsor: Sky plc
Algemeen manager: Dave Brailsford
Teammanager: Gabriel Rasch
Ploegleiders: Gabriel Rasch, Servais Knaven, Kurt-Asle Arvesen, Dario Cioni, Dan Frost, Brett Lancaster, Nicolas Portal
Fietsen: Pinarello
Materiaal: Shimano
Kleding: Rapha
Auto's: Ford
Kopmannen: Mikel Landa, Chris Froome, Ian Stannard, Michał Kwiatkowski

## Transfers
| Inkomend           | Team 2016           | Uitgaand             | Team 2017         |
| ------------------ | ------------------- | -------------------- | ----------------- |
| Jonathan Dibben    | Cannondale-Drapac   | Andrew Fenn          | Aqua Blue Sport   |
| Owain Doull        | WIGGINS             | Leopold König        | BORA-hansgrohe    |
| Kenny Elissonde    | FDJ                 | Lars Petter Nordhaug | Aqua Blue Sport   |
| Tao Geoghegan Hart | Bissell Pro Cycling | Alex Peters          | SEG Racing        |
| Diego Rosa         | Astana Pro Team     | Nicolas Roche        | BMC Racing Team   |
| Łukasz Wiśniowski  | Etixx-Quick Step    | Ben Swift            | UAE Team Emirates |
|                    |                     | Xabier Zandio        | gestopt           |

## Renners
| Naam               | Geboortedatum | Nationaliteit       | Ploeg 2016        | Ploeg 2018        |
| ------------------ | ------------- | ------------------- | ----------------- | ----------------- |
| Ian Boswell        | 07-02-1991    | Verenigde Staten    |                   | Katusha-Alpecin   |
| Philip Deignan     | 07-09-1983    | Ierland             |                   |                   |
| Jonathan Dibben    | 12-02-1994    | Verenigd Koninkrijk | Cannondale-Drapac |                   |
| Owain Doull        | 02-05-1993    | Verenigd Koninkrijk | WIGGINS           |                   |
| Kenny Elissonde    | 22-07-1991    | Frankrijk           | FDJ               |                   |
| Chris Froome       | 20-05-1985    | Verenigd Koninkrijk |                   |                   |
| Tao Geoghegan Hart | 30-03-1995    | Verenigd Koninkrijk |                   |                   |
| Michał Gołaś       | 29-04-1984    | Polen               |                   |                   |
| Sebastián Henao    | 05-08-1993    | Colombia            |                   |                   |
| Sergio Henao       | 10-12-1987    | Colombia            |                   |                   |
| Beñat Intxausti    | 20-03-1986    | Spanje              |                   |                   |
| Peter Kennaugh     | 15-06-1989    | Verenigd Koninkrijk |                   | BORA-hansgrohe    |
| Vasil Kiryjenka    | 28-06-1981    | Wit-Rusland         |                   |                   |
| Christian Knees    | 05-03-1981    | Duitsland           |                   |                   |
| Michał Kwiatkowski | 02-06-1990    | Polen               |                   |                   |
| Mikel Landa        | 03-12-1989    | Spanje              |                   | Movistar          |
| David López García | 13-05-1981    | Spanje              |                   |                   |
| Gianni Moscon      | 20-04-1994    | Italië              |                   |                   |
| Mikel Nieve        | 26-05-1984    | Spanje              |                   | Orica-Scott       |
| Wout Poels         | 01-10-1987    | Nederland           |                   |                   |
| Salvatore Puccio   | 31-08-1989    | Italië              |                   |                   |
| Diego Rosa         | 27-03-1989    | Italië              | Astana Pro Team   |                   |
| Luke Rowe          | 10-03-1990    | Verenigd Koninkrijk |                   |                   |
| Ian Stannard       | 25-05-1987    | Verenigd Koninkrijk |                   |                   |
| Geraint Thomas     | 25-05-1986    | Verenigd Koninkrijk |                   |                   |
| Danny van Poppel   | 26-07-1993    | Nederland           |                   | Lotto-Jumbo       |
| Elia Viviani       | 07-02-1989    | Italië              |                   | Quick-Step Floors |
| Łukasz Wiśniowski  | 07-12-1991    | Polen               | Etixx-Quick Step  |                   |

## Overwinningen
Herald Sun Tour
Proloog: Danny van Poppel
2e etappe: Luke Rowe
4e etappe: Ian Stannard
Ploegenklassement
Ronde van Andalusië
Ploegenklassement
Strade Bianche
Winnaar: Michał Kwiatkowski
Tirreno-Adriatico
2e etappe: Geraint Thomas
Parijs-Nice
Eindklassement: Sergio Henao
Milaan-San Remo
Winnaar: Michał Kwiatkowski
Ronde van de Alpen
3e etappe: Geraint Thomas
Eindklassement: Geraint Thomas
Ronde van Romandië
3e etappe: Elia Viviani
Ronde van Californië
6e etappe: Jonathan Dibben
Ronde van Italië
19e etappe: Mikel Landa
Bergklassement: Mikel Landa
Hammer Series
3e etappe
Eindklassement
Critérium du Dauphiné
7e etappe: Peter Kennaugh
Route du Sud
2e etappe:  Elia Viviani
Nationale kampioenschappen wielrennen
Colombia - wegrit: Sergio Henao
Italië - tijdrit: Gianni Moscon
Polen - tijdrit: Michał Kwiatkowski
Ronde van Frankrijk
1e etappe: Geraint Thomas
Eindklassement: Chris Froome
Clásica San Sebastián
Winnaar: Michał Kwiatkowski
Ronde van Burgos
1e etappe: Mikel Landa
3e etappe: Mikel Landa
Eindklassement: Mikel Landa
Ronde van Polen
5e etappe: Danny van Poppel
7e etappe: Wout Poels
Bergklassement: Diego Rosa
Ronde van Oostenrijk
1e etappe: Elia Viviani
3e etappe: Elia Viviani
EuroEyes Cyclassics
Winnaar: Elia Viviani
Ronde van Poitou-Charentes
1e etappe: Elia Viviani
3e etappe: Elia Viviani
Bretagne Classic
Winnaar: Elia Viviani
Ronde van Spanje
9e etappe: Chris Froome
16e etappe: Chris Froome
Eindklassement: Chris Froome
Puntenklassement: Chris Froome
Ronde van Groot-Brittannië
2e etappe:  Elia Viviani
2010 · 2011 · 2012 · 2013 · 2014 · 2015 · 2016 · 2017 · 2018 · 2019 · 2020 · 2021 · 2022 · 2023 · 2024 · 2025
AG2R-La Mondiale · Astana Pro Team · Bahrain-Merida · BMC Racing Team · BORA-hansgrohe · Cannondale-Drapac · Team Dimension Data · FDJ · Katjoesja-Alpecin · Team LottoNL-Jumbo · Lotto Soudal · Movistar Team · Orica-Scott · Quick Step · Team Sky · Team Sunweb · Trek-Segafredo · UAE Team Emirates